# Sorra
 (août 2024).
La sorra est une pâtisserie tunisienne à base de pâte d'amande, de sucre et de miel, de pistache  et de noisette, entourée de feuille à brik,.